# Виндишлојба
Виндишлојба (њем. Windischleuba) општина је у њемачкој савезној држави Тирингија. Једно је од 40 општинских средишта округа Алтенбургер Ланд. Према процјени из 2010. у општини је живјело 2.150 становника. Посједује регионалну шифру (AGS) 16077052.

## Географски и демографски подаци
Виндишлојба се налази у савезној држави Тирингија у округу Алтенбургер Ланд. Општина се налази на надморској висини од 194 метра. Површина општине износи 20,7 km². У самом мјесту је, према процјени из 2010. године, живјело 2.150 становника. Просјечна густина становништва износи 104 становника/km².

## Међународна сарадња
| Мјесто | Држава     | Врста сарадње | Од    |
| ------ | ---------- | ------------- | ----- |
|        | Швајцарска | контакт       | 2000. |
| Извор  |            |               |       |